# Dagoba (Band)
Dagoba ist eine französische Metal-Band, welche 1998 gegründet wurde.

## Geschichte
Nachdem Dagoba zwei Demos veröffentlicht hatten, begannen sie 2000 in der aktuellen Zusammensetzung Lieder zu schreiben und veröffentlichten im November 2001 ihre erste EP Release the Fury, die sechs Lieder enthält. Danach machten sie eine kleine Tour und nach einer Pause veröffentlichten sie 2003 ihr erstes, selbstbetiteltes Album. Danach tourten sie über ein Jahr weltweit und spielten dabei unter anderem als Vorband für Machine Head, Fear Factory und In Flames. 2005 schrieben sie wieder Lieder für ein neues Album, das im Februar 2006 unter dem Namen What Hell Is About erschien. Produzent war Tue Madsen, der als Solcher bereits für Mnemic und The Haunted tätig war. Außerdem wurde als Gastsänger Simen „ICS Vortex“ Hestnæs (Ehemaliger Bassist/Sänger von Dimmu Borgir) eingebracht. Nach der Veröffentlichung gingen sie wieder auf Tour, bei der sie zum Beispiel mit Sepultura als Vorband für In Flames spielten.
Im Oktober 2008 erschien das erneut von Tue Madsen produzierte dritte Studioalbum Face the Colossus.

## Galerie

Dagoba, aktuelle Besetzung live auf dem With Full Force 2018
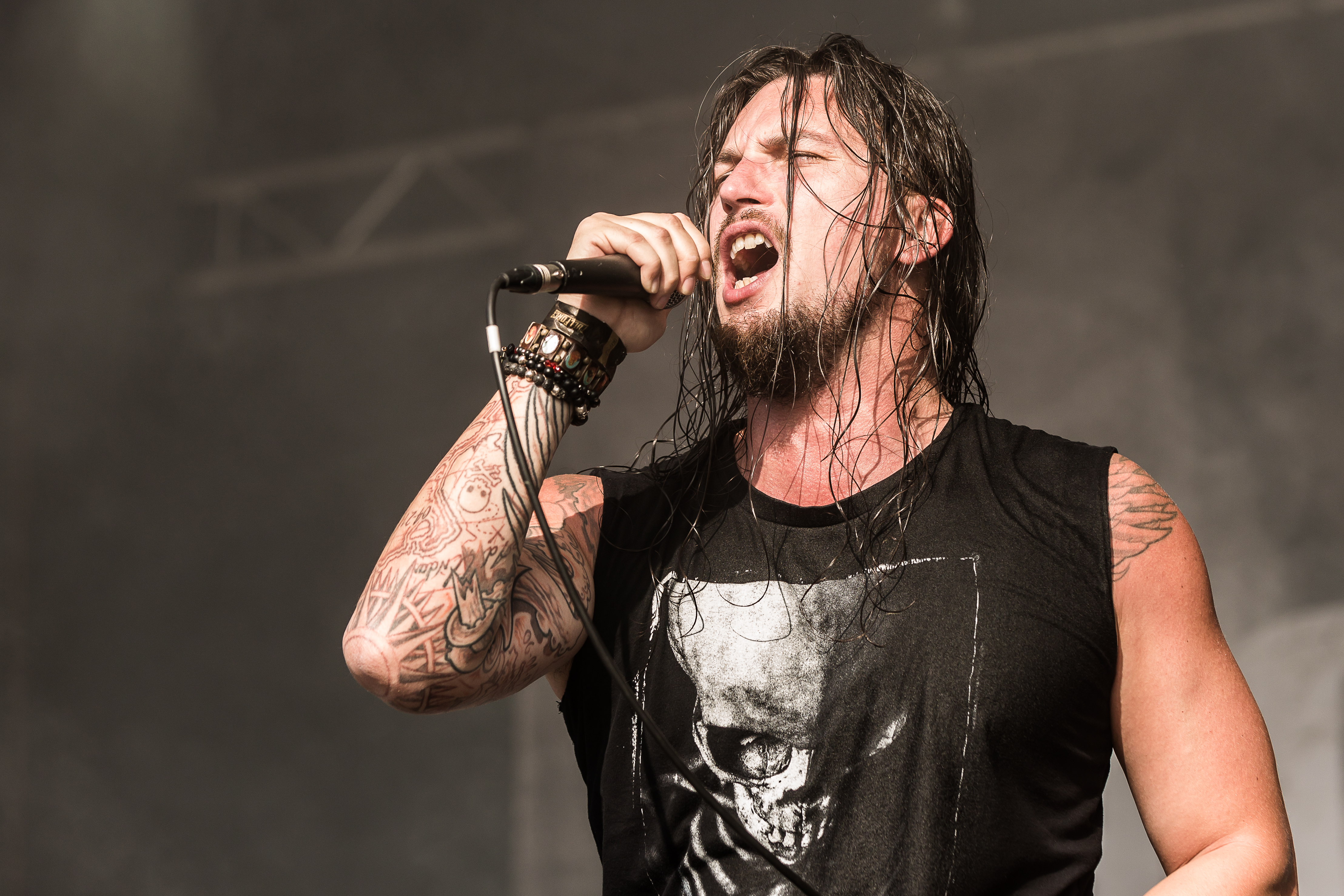
Sänger Shawter
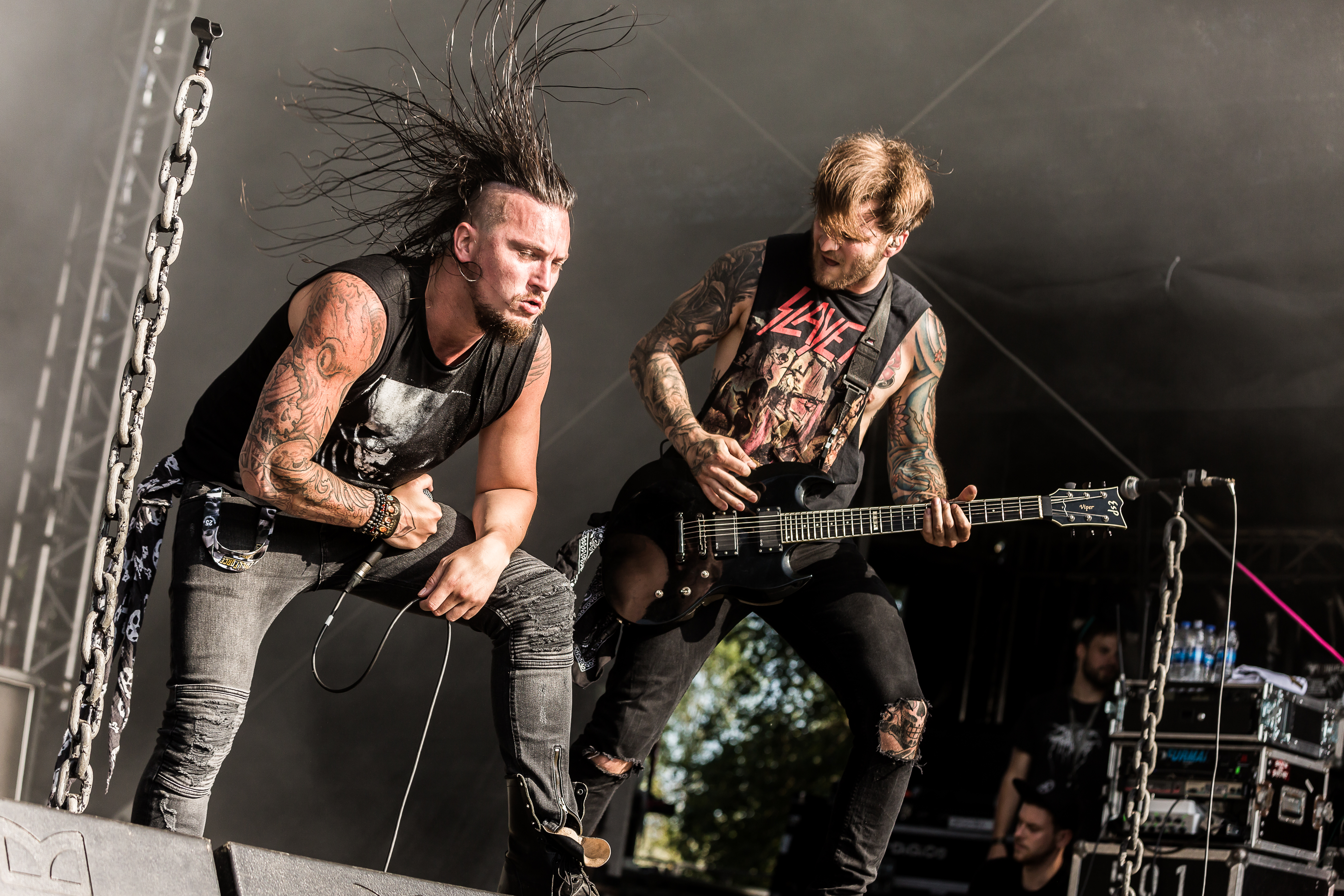
Gitarrist Richard De Mello (rechts)
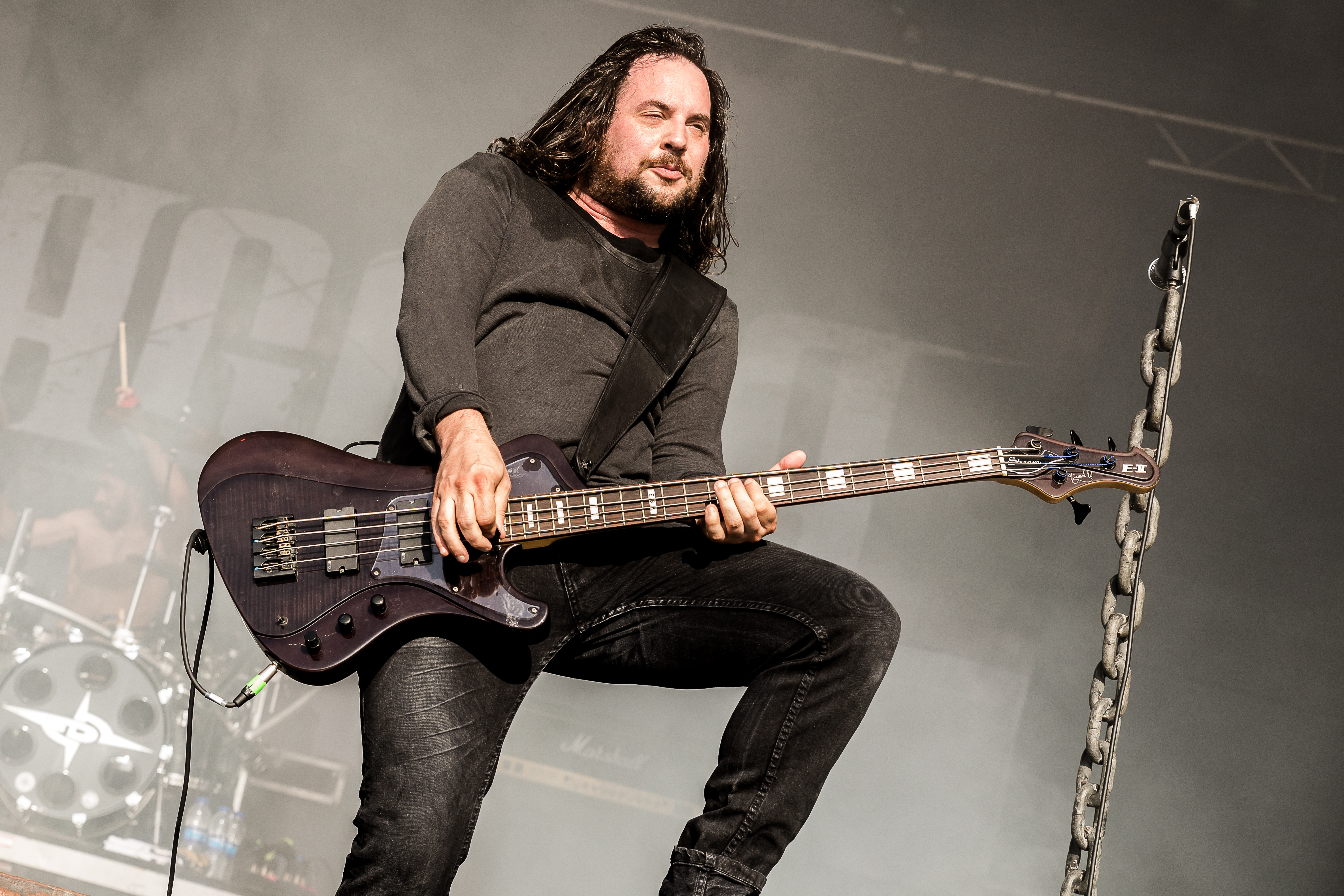
Bassist Werther
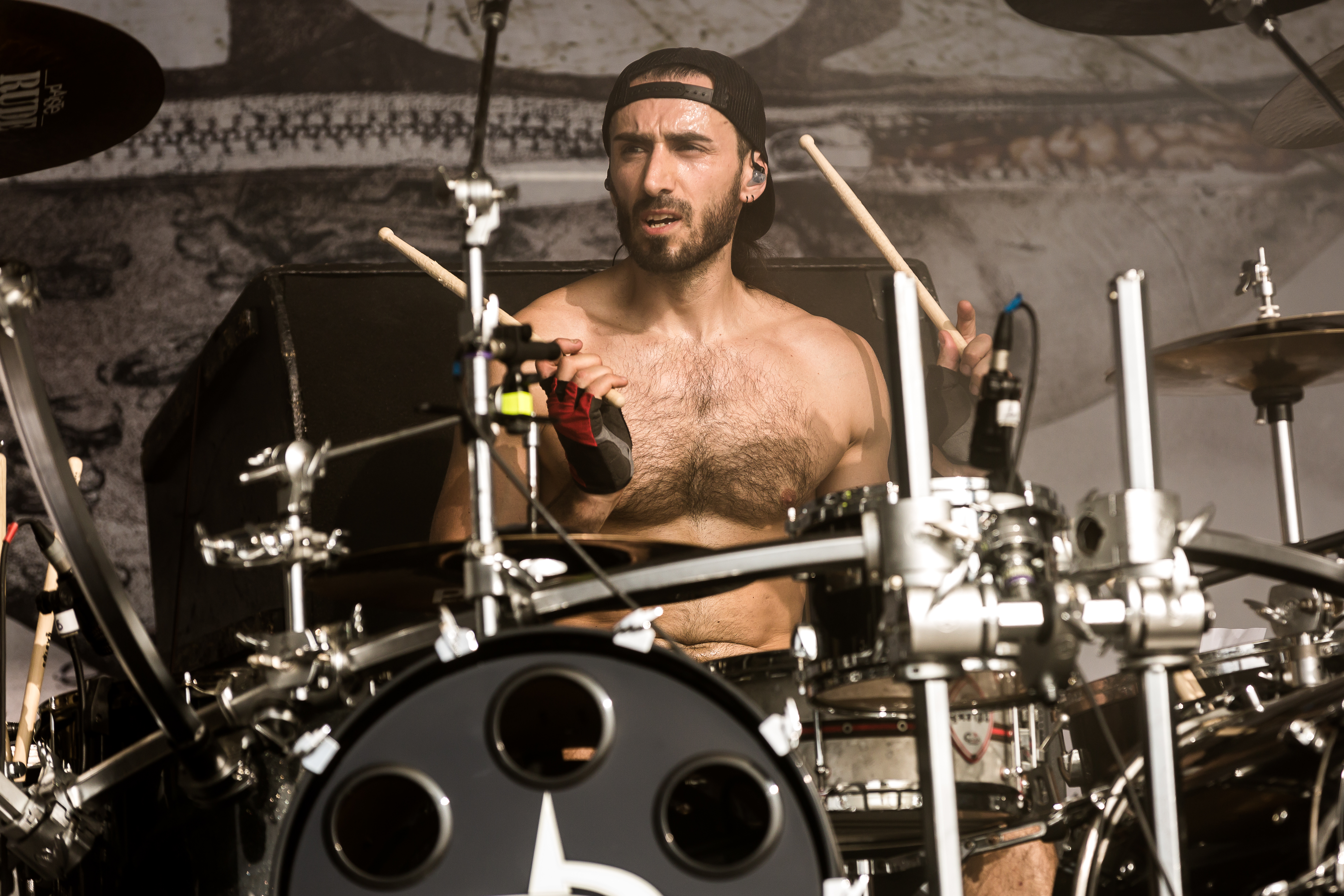
Schlagzeuger Nicolas Bastos

## Diskografie

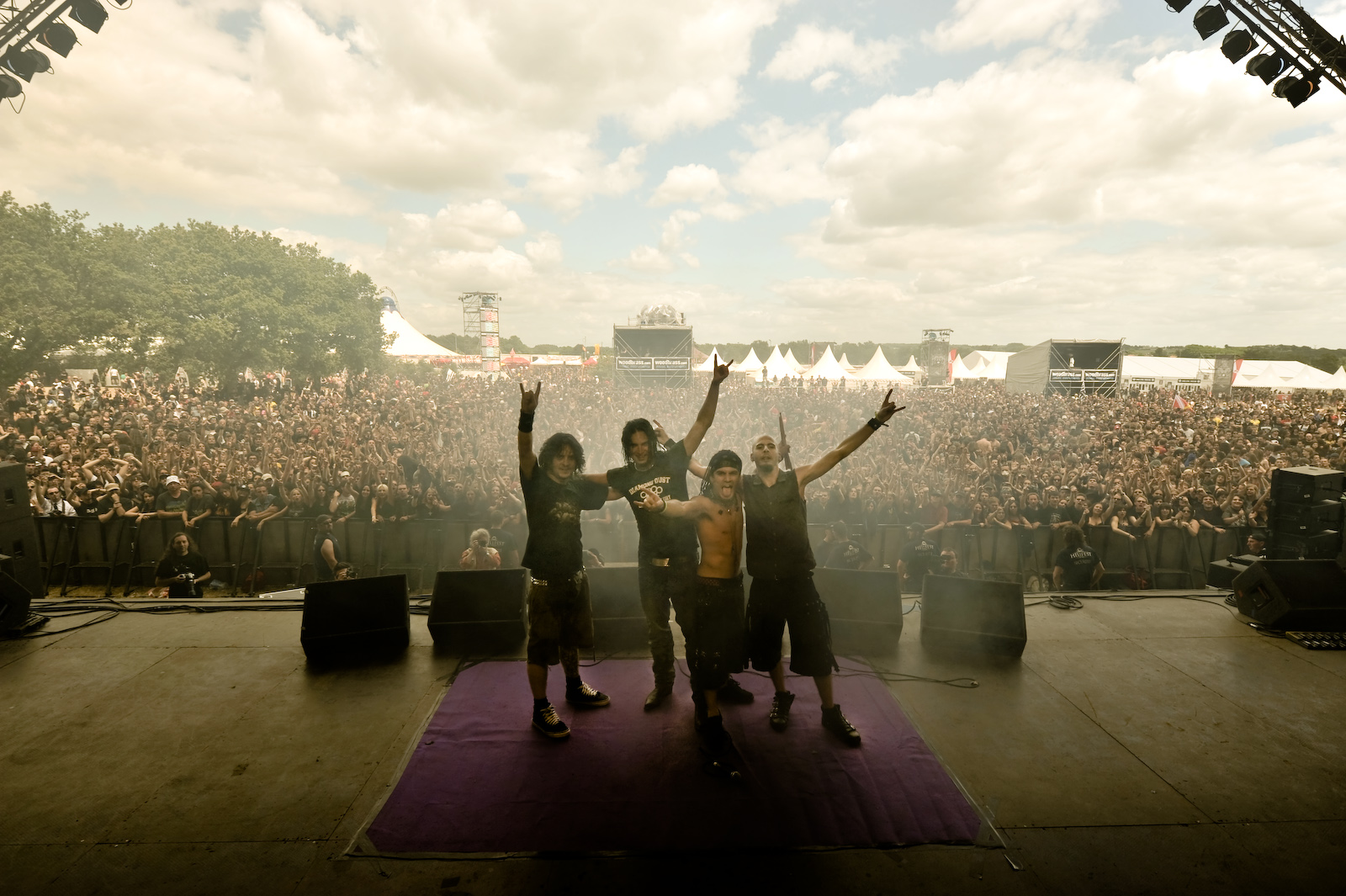
Dagoba (2009)

### Studioalben
| Jahr | Titel Musiklabel                   | Höchstplatzierung, Gesamtwochen, AuszeichnungChartsChartplatzierungen (Jahr, Titel, Musiklabel, Platzierungen, Wochen, Auszeichnungen, Anmerkungen) | Anmerkungen                            |
| Jahr | Titel Musiklabel                   | FR | Anmerkungen                            |
| ---- | ---------------------------------- | --- | -------------------------------------- |
| 2003 | Dagoba Enternote                   | — | Erstveröffentlichung: 3. Juni 2003     |
| 2006 | What Hell Is About Season of Mist  | FR107 (3 Wo.)FR | Erstveröffentlichung: 1. Februar 2006  |
| 2008 | Face the Colossus Season of Mist   | — | Erstveröffentlichung: 10. Oktober 2008 |
| 2010 | Poseidon XIII Bis                  | FR41 (4 Wo.)FR | Erstveröffentlichung: 30. August 2010  |
| 2013 | Post mortem nihil est Verychords   | FR91 (1 Wo.)FR | Erstveröffentlichung: 27. Mai 2013     |
| 2015 | Tales of the Black Dawn Verychords | FR80 (1 Wo.)FR | Erstveröffentlichung: 22. Juni 2015    |
| 2017 | Black Nova Century Media           | FR116 (2 Wo.)FR | Erstveröffentlichung: 25. August 2017  |
| 2022 | By Night Napalm Records            | — | Erstveröffentlichung: 18. Februar 2022 |
| 2024 | Different Breed Season of Mist     | — | Erstveröffentlichung: 14. Juni 2024    |

### EPs und Demos
- 1999: Time to Go (Demo)
- 2000: Time to Go... (Demo)
- 2001: Release the Fury (EP)

### Beiträge für Kompilationen
- 2003: Dédales mit The White Guy
- 2004: Metal Zone mit Another Day